# Estación de Mühlehorn
La estación de Mühlehorn es la principal estación ferroviaria de la localidad suiza de Mühlehorn, perteneciente a la comuna suiza de Glaris Norte, en el Cantón de Glaris.

## Historia y ubicación
La estación de Mühlehorn fue inaugurada en 1859 con la apertura del tramo Ziegelbrücke - Sargans de la línea férrea Ziegelbrücke - Chur por parte del Vereinigte Schweizerbahnen (VSB). 
La estación se encuentra ubicada en el borde norte del núcleo urbano de Mühlehorn. Cuenta con un único andén lateral, al que accede una vías pasante, a la que hay que sumar la existencia de otras dos vías pasantes, de las cuales una consta de dos culatones.
En términos ferroviarios, la estación se sitúa en la línea Ziegelbrücke - Chur. Sus dependencias ferroviarias colaterales son la estación de Weesen hacia Ziegelbrücke y la estación de Murg hacia Chur.

## Servicios ferroviarios
Los servicios ferroviarios de esta estación están prestados por SBB-CFF-FFS:

### Regionales
A la estación llegan trenes Regio con una frecuencia cadenciada de un tren cada hora por sentido:
- R Ziegelbrücke - Sargans - Landquart - Chur.